# Mv
mv (în engleză move) este o comandă UNIX care mută unul sau mai multe fișiere și directoare dintr-un loc în altul în sistemul de fișiere. Fișierul sau directorul astfel mutat nu mai este accesibil sub numele original. Când există deja un fișier sub numele nou, comanda mv face o operație de copiere, fișierul existent este suprascris cu cel specificat în comandă. Permisiunile de scriere sunt luate în considerare de comandă pentru toate fișierele și directoarele care sunt modificate. Uneori, comanda cere o confirmare de la utilizator.

## Sintaxă
```
mv [opțiuni] sursă destinație
```

Unde sursă este fișierul sau directorul care trebuie mutat, iar destinație este noul nume pe care îl va avea în urma mutării.
Dintre opțiunile cele mai des folosite amintim:
- -b' (backup) - se efectuează o copie de backup a fișierelor originale
- -f (force) - nu se cere nicio confirmare de la utilizator. Este folosită mai ales în programe script.
- -i' (interactive) - orice operație de copiere va trebui să fie confirmată de utilizator.
- -n (no clobber) - suprascrierea fișierelor existente este împiedecată.
- -u (update) - suprascrierea are loc numai dacă fișierul sursă este mai nou decât fișierul destinație.

## Diferența dintre move și copy
În cazurile în care o suprascriere a fișierului destinație nu este necesară, comanda mv este în general mult mai rapidă decât comanda cp. Intern, în sistemul de fișiere, numai un link este actualizat cu numele nou, datele din fișier nu sunt accesate, spre deosebire de copy unde fiecare byte din fișier este citit și scris în sistemul de fișiere.
În cazul în care mutarea se face dintr-un sistem de fișiere în altul, aceasta devine o copiere.

## Exemple
```
mv myfile mynewfilename   schimbă numele din 
myfile
 în 
mynewfilename
.
mv myfile /myfile         mută 
myfile
 din directorul curent în directorul root.
mv myfile mdir/myfile     mută 
myfile
 în 
mdir/myfile
 relativ la directorul curent.
mv myfile mdir            similar cu comanda precedentă, numele fișierului este implicit în destinație.
mv -v June* bkup/06       tipărește numele fiecărui fișier pe măsură ce este mutat în 
bkup/06
.
mv /var/log/*z /logs      orice fișier terminat în litera z este mutat
man mv                    tipărește pagina de manual.
```